# Bevirimat
Bevirimat (PA-457, auch MPC 4326) ist ein experimenteller Arzneistoff, der zur Behandlung HIV-infizierter Patienten im Rahmen einer HIV-Kombinationstherapie durch das Pharmaunternehmen Myriad Pharmaceuticals bis 2010 entwickelt wurde. Er gehört zur Gruppe der Maturationsinhibitoren.

## Geschichte
Es wurden ca. 650 HIV-Patienten mit Bevirimat in klinischen Studien behandelt, Ende 2005 wurden die Daten einer placebokontrollierten 2a-Studie publiziert. Die Patienten erhielten über zehn Tage eine orale Monotherapie mit Bevirimat. Im höchst-dosierten 200 mg-Arm wurde durchschnittlich ein Absinken der Viruslast um 1,03 Logstufen erreicht. Wegen „natürliche“ Polymorphismen im Gag-Gen konnten bei einigen Patienten aber keine Effekte beobachtet werden. Da etwa 30 bis 50 % der Patienten Polymorphismen in gag haben, und zudem Proteaseinhibitoren-Resistenzen die Wirksamkeit nachteilig beeinflussen, wurde die Entwicklung 2010 eingestellt. 

## Pharmakologie
Bevirimat ist ein Derivat der Betulinsäure, die als Triterpencarbonsäure aus Birkenrinde isolierbar ist. Bevirimat inhibiert die Replikation in einer späten Phase des Vermehrungszyklus, der sog. Knospung bzw. Reifung der Virionen. Durch Bevirimat wird die Umwandlung des Kapsid-Precursors (p25) in das reife Kapsid-Protein (p24) unterbrochen. Es entstehen nicht-infektiöse Viren.
In Studien wurde Bevirimat gut vertragen.

## Pharmakokinetik
Die Substanz hat eine lange Halbwertszeit, so dass eine täglich einmalige Gabe in klinischen Studien ausreichend war.